# Дымчатые коршуны (подсемейство)
Ды́мчатые ко́ршуны (лат. Elaninae) — подсемейство хищных птиц семейства ястребиных отряда ястребообразных.

## Этимология
Научное название подсемейства образовано от греческого слова elanos — коршун. Русское название дымчатые коршуны получили за присутствие серых дымчатых цветов в окраске оперения.

## Описание

### Внешний вид
Все представители подсемейства являются средними и крупными хищными птицами с короткими крючкообразными клювами. Длина тела у разных видов варьируется от 20 до 35 см, масса — от 90 до 280 г. В окраске оперения присутствуют белые, серые и чёрные цвета.

## Классификация
В состав подсемейства включают три рода:
- Chelictinia — Африканские дымчатые коршуны
- Elanus — Дымчатые коршуны
- Gampsonyx — Коршуны-крошки